# Фонтана, Бренда
Бре́нда Фонта́на (исп. Brenda Fontana; 3 мая 2001, Морено, Аргентина) — аргентинская баскетболистка, выступающая на позиции тяжёлого форварда за «Олд Доминион Монаркс».

## Карьера
Родилась 3 мая 2001 года в Морено, Аргентина. В возрасте восьми лет начала замниматься баскетболом в клубе «Лос-Индиос». В 2017 году стала игроком «Велес Сарсфилд». В ноябре 2019 года перешла в «УТЕП Майнерс». В сезоне 2020/2021 сыграла в 20 матчах, совершая в среднем 1,1 подбора и набирая 1,4 очка за игру. Сезон 2021/2022 стал более успешным: в среднем, проведя 28 игр, Бренда набирала 5,4 очка и совершала 3,9 подбора за игру. С 2022 года выступает за «Олд Доминион Монаркс».

### В сборной
В 2017 году принимала участие в чемпионате Америки среди девушек до 16 лет. В 2018 году вызывалась в сборную на чемпионат мира среди девушек до 17 лет, вошла в состав сборной на чемпионате Америки среди девушек до 18 лет. В 2019 году приняла участие в чемпионате мира среди девушек до 19 лет.
В 2023 году дебютировала на чемпионате Америки, проходившем в мексиканском Леоне.

## Личная жизнь
Дочь Стеллы и Мигеля Анхелей. Имеет четырех братьев и сестер: Чиро, Вики, Софию и Лукрецию. По специальности — психолог.